# Manzoni (trein)
De Manzoni is een Europese internationale trein voor de verbinding Winterthur - Milaan, en later voor de verbinding Milaan - Parijs. De trein is genoemd naar de Italiaanse dichter Alessandro Manzoni.

## Gotthard
De Manzoni is in 1988 als Eurocity in de dienstregeling opgenomen.

### Rollend materieel
De treindienst werd tot 22 mei 1993 verzorgd door de meersysteemtreinstellen van de SBB.

### Route en dienstregeling
| HEEN↓ | land        | station         | km  | ↑TERUG |
| ----- | ----------- | --------------- | --- | ------ |
|       | Zwitserland | Winterthur      | 0   |        |
|       | Zwitserland | Zürich          | 30  |        |
|       | Zwitserland | Lugano          | 246 |        |
|       | Italië      | Como            | 277 |        |
|       | Italië      | Milano Centrale | 323 |        |

## Mont Cenis
Op 29 september 1996 werd de Manzoni voortgezet als EuroCity in de richting Parijs in plaats van Winterthur. De trein was een van de twee TGV's die toen tussen Parijs en Milaan gingen rijden via de Fréjustunnel. Tussen Lyon en Milaan werd het aanbod aangevuld met de EC Mont Cenis zodat samen met de andere TGV, EC Alexandre Dumas, drie verbindingen per dag per richting tussen Lyon en Milaan werden aangeboden. Het bergtraject tussen Lyon en Turijn kreeg ook nog de EC Fréjus en EC Monginevro zodat er vijf keer per dag een EuroCity tussen Lyon en Turijn beschikbaar was. De dienst werd tot in 2011 uitgevoerd door de Frans-Italiaanse spoorwegmaatschappij Artesia.

### Rollend materieel
De dienst wordt verzorgd met TGV-R treinstellen van de SNCF.

### Route en dienstregeling
| HEEN↓ | land      | station                | ↑TERUG |
| ----- | --------- | ---------------------- | ------ |
|       | Frankrijk | Paris Gare de Lyon     |        |
|       | Frankrijk | Lyon-Saint-Exupéry TGV |        |
|       | Frankrijk | Chambéry               |        |
|       | Frankrijk | St Jean de Maurienne   |        |
|       | Frankrijk | Modane                 |        |
|       | Italië    | Bardonecchia           |        |
|       | Italië    | Oulx C.C.S.            |        |
|       | Italië    | Torino Porta Susa      |        |
|       | Italië    | Vercelli               |        |
|       | Italië    | Novara                 |        |
|       | Italië    | Milano Centrale        |        |

De Manzoni reed sinds 15 december 2003, als middelste van een drietal TGV-dagverbindingen tussen Parijs en Milaan, onder de nummers EC 9241,9248. De andere twee waren de EC Caravaggio en EC Alexandre Dumas. In 2009 werd de Alexandre Dumas uit de dienstregeling genomen. 
Voor het TGV-net is een basistunnel tussen St Jean de Maurienne en Susa in aanbouw. Zodra deze voltooid is zullen TGV's van Parijs naar Milaan van deze tunnel gebruik gaan maken.